# Rémi Dibo
Rémi Dibo est un joueur français de basket-ball né à Paris le 23 mai 1991. Il évolue au poste d'ailier.

## Biographie
Après avoir été formé au Mans, Rémi Dibo termine sa formation aux États-Unis d'abord en Junior College au Casper College à Casper dans le Wyoming puis en NCAA I aux Mountaineers de West Virginia. Il commence sa carrière professionnelle en Angleterre à Worcester en BBL puis rejoint le GET Vosges en février 2016 afin de pallier la blessure de Bernard M'Poy. Alors qu'il est partenaire d'entrainement lors de la préparation de la saison 2016-2017 de l'ALM Évreux Basket, ses prestations en matchs amicaux lui permettent de séduire les dirigeants ébroiciens qui l'engagent pour la saison. Il est cependant suspendu quatre matchs le 16 décembre 2016 à la suite d'insultes proférées à l'encontre du corps arbitral lors de la neuvième journée de Pro B face à Lille,,.
Fort de cette première expérience réussie en Pro B, il s'engage pour la saison 2017-2018 avec Rouen Métropole Basket.
Le 28 août 2018, il est appelé en équipe de France 3x3 pour participer au championnat d'Europe en Roumanie en remplacement de Kevin Corre.

## Clubs successifs

### Basket-ball à 5
- 2014 - 2015 :  Worcester Wolves (BBL)
- 2016 :  GET Vosges (NM1)
- 2016 - 2017 :  ALM Évreux Basket (Pro B)
- 2017 - 2018 :  Rouen Métropole Basket (Pro B)
- 2020 - 2021 :  Rueil Athletic Club (NM1)
- 2021 - Fév. 2023 :  Union Rennes basket 35 (NM1)
- Depuis 2023 :  Besançon Avenir Comtois (NM1)

### Basket-ball 3x3
- 2021 :  AS Monaco 3x3 (United League Europe)